# One of These Nights (chanson)
Singles de Eagles
Best of My Love
(1974) Lyin' Eyes
(1975)
One of These Nights est une chanson écrite et composée par Don Henley et Glenn Frey, interprétée par le groupe de rock américain Eagles. Sortie en single le 19 mai 1975, elle est extraite de l'album One of These Nights.
Quelques mois après le single précédent, Best of My Love, il s'agit du deuxième no 1 consécutif du groupe dans le Billboard Hot 100. C'est aussi un succès au Canada, en Australie, en Nouvelle-Zélande et dans plusieurs pays en Europe.
Avec son rythme dansant, One of These Nights s'éloigne du genre country rock ou ballade des précédentes chansons des Eagles. Lors de sa composition, Glenn Frey a été influencé par l'écoute des Spinners et d'Al Green.

## Musiciens
- Don Henley : chant, batterie
- Glenn Frey : piano, chœurs
- Don Felder : guitares
- Bernie Leadon : guitare rythmique, chœurs
- Randy Meisner : basse, chœurs

## Classements hebdomadaires
| Classement (1975)                       | Meilleure position |
| --------------------------------------- | ------------------ |
| Australie (Kent Music Report)           | 33                 |
| Belgique (Flandre Ultratop 50 Singles)  | 8                  |
| Belgique (Wallonie Ultratop 50 Singles) | 32                 |
| Canada (RPM 100 Singles)                | 13                 |
| États-Unis (Billboard Hot 100)          | 1                  |
| Italie (FIMI)                           | 30                 |
| Nouvelle-Zélande (RMNZ)                 | 3                  |
| Pays-Bas (Nederlandse Top 40)           | 5                  |
| Pays-Bas (Single Top 100)               | 7                  |
| Royaume-Uni (UK Singles Chart)          | 23                 |

## Certifications
| Pays              | Certification | Unités certifiées |
| ----------------- | ------------- | ----------------- |
| Royaume-Uni (BPI) | Argent        | 200 000           |